# Tom Söderberg
Tom Söderberg (ur. 25 sierpnia 1987 w Norrköping) – szwedzki piłkarz występujący na pozycji obrońcy. Obecnie jest zawodnikiem klubu IF Elfsborg.

## Kariera klubowa
Söderberg zawodową karierę rozpoczynał w 2007 roku w klubie BK Häcken z Superettan. W sezonie 2007 w jego barwach rozegrał 3 spotkania, a potem został wypożyczony do drużyny Torslanda IK. Po zakończeniu sezonu powrócił do BK Häcken. W 2008 roku awansował z nim do Allsvenskan. W tych rozgrywkach zadebiutował 4 kwietnia 2009 roku w przegranym 0:1 meczu z Malmö FF. 15 kwietnia 2009 roku w wygranym 4:1 spotkaniu z IFK Göteborg strzelił pierwszego gola w trakcie gry w Allsvenskan. W sezonie 2009 zajął z klubem 5. miejsce w lidze.

## Kariera reprezentacyjna
W reprezentacji Szwecji Söderberg zadebiutował 20 stycznia 2010 roku w wygranym 1:0 towarzyskim meczu z Omanem.